# Gejuelo del Barro
Gejuelo del Barro é um município da Espanha na província de Salamanca, comunidade autónoma de Castela e Leão, de área 43,33 km² com população de 47 habitantes (2007) e densidade populacional de 1,16 hab/km².

## Demografia
| Variação demográfica do município entre 1991 e 2004 | Variação demográfica do município entre 1991 e 2004 | Variação demográfica do município entre 1991 e 2004 | Variação demográfica do município entre 1991 e 2004 |
| --------------------------------------------------- | --------------------------------------------------- | --------------------------------------------------- | --------------------------------------------------- |
| 1991                                                | 1996                                                | 2001                                                | 2004                                                |
| 56                                                  | 51                                                  | 50                                                  | 50                                                  |